# Iskrec
Iskrec (bułg. Искрец) – wieś w zachodniej Bułgarii, znajdująca się w obwodzie sofisjkim, w gminie Swoge.
Iskyr leży w odległości 45 km od stolicy Bułgarii Sofii. Wieś położona w zachodniej części góry Stara Płanina. Miejscowość jest ulubionym miejscem wypoczynku dla wielu mieszkańców Sofii. Przez wioskę przepływa Iskrecka reka.